# Yumemiru Adolescence
Yumemiru Adolescence (夢みるアドレセンス), alias YUMEADO (夢アド), est un groupe d'idoles japonaises actif depuis 2012. 

## Histoire
Le groupe est formé en 2012, alors composé de six modèles féminins de magazines de mode âgées de 13 à 17 ans. Il sort deux singles et le mini-album Nakimushi Sniper en distribution limitée, avant le départ de Misaki Oka mi-2013. Le groupe continue alors en quintet, sortant un autre mini-album Junjō Marionette, deux singles et un premier album complet Daiichi Shishunki en 2014, toujours en distribution limitée.
En 2015, le groupe est signé chez le label Sony Music Associated Records, et fait ses débuts en Major avec le single Bye Bye My Days en mars. Son single Mai jene! atteint la quatrième place du classement hebdomadaire de l'Oricon l'année suivante. Entre octobre 2016 et juin 2017, Rei Kobayashi suspend ses activées pour se faire opérer à la gorge, et le groupe continue ses sorties en quatuor. Mais Akari Yamada quitte à son tour le groupe en mars 2017, peu de temps avant le retour de Rei. Sort alors l'album 5 ("FIVE") pour le cinquième anniversaire du groupe, compilant les singles parus depuis le précédent album.
En décembre 2017, une seconde génération de trois membres - Yuki, Hanon et Saya - est ajoutée au groupe à la suite d'une audition. Cette formation à sept sort deux singles en 2018 et l'album Seven Star en mars 2019, avant le départ de l'une des membres originales, Kyōka, le mois suivant. En novembre 2019, quatre membres, dont les trois dernières membres originales, Karin Ogino, Yūmi Shida, et Rei Kobayashi, annoncent leur départ du groupe, effectif après un dernier concert le 20 décembre. Elles quittent également leur label Major pour retourner en Indé. Deux nouvelles membres Ranju et Juria sont intégrées le jour suivant, et le groupe, qui se retrouve à nouveau réduit à un quatuor, sort l'album Super Jet Super en novembre 2020, un temps repoussé à cause de la pandémie de Covid-19. En décembre 2020, quatre nouvelles membres rejoignent le groupe : Ayaka, Akino, Karen et Seira. Mais Ayaka arrêtera en février ne pouvant équilibrer ses activités d'idole avec ses études.
En février 2021, un groupe sœur baptisé YUMEADO EUROPE a été annoncé. Il est constitué de huit filles et chacune est associée à un pays d'Europe. 
Après cinq nouveaux départ en décembre 2021, le groupe est réduit à deux. Une 5ème génération de six filles est alors recrutée en mars 2022 et elles font leurs début en mai. Puis entre janvier 2023 et février 2024, le groupe subit à nouveaux de nombreux changements entre départs et arrivées successifs (9 membres quitterons le groupe pour seulement 4 nouvelles recrues). Le 1er juillet 2024, il a été annoncé que le système en cours prendrait fin en septembre. Le 28 septembre 2024, le groupe donna son dernier concert, « Yumemiru Adolescence Current Formation End LIVE », et les trois derniers membres ont été diplômés le 30 septembre.

## Membres

### Formation finale
| Nom                        | Date de naissance | Age    | Lieu de naissance | Couleur | Génération | Date de départ | Notes              |
| -------------------------- | ----------------- | ------ | ----------------- | ------- | ---------- | -------------- | ------------------ |
| Juria Narumi (鳴海寿莉亜)  | 17 novembre 1998  | 26 ans | Tōkyō             | Rouge   | 3e         | 30 sept. 2024  | Leader (2021-2024) |
| Maaya Hiiragi (柊木まあや) | 1er décembre 1999 | 25 ans | Chiba             | Vert    | 5e         | 30 sept. 2024  |                    |
| Wakana Mihara (三原わかな) | 6 mars 2007       | 18 ans | Mie               | Orange  | 6e         | 30 sept. 2024  |                    |

### Anciens membres
| Nom                           | Date de naissance | Age    | Lieu de naissance | Couleur | Génération | Date de départ  | Notes              |
| ----------------------------- | ----------------- | ------ | ----------------- | ------- | ---------- | --------------- | ------------------ |
| Misaki Oka (岡美咲)           | 20 juin 1997      | 27 ans | Saitama           | Vert    | 1e         | 30 juin 2013    |                    |
| Akari Yamada (山田朱莉)       | 25 mai 1996       | 28 ans | Osaka             | Violet  | 1e         | 31 mars 2017    |                    |
| Kyōka (京佳)                  | 2 décembre 1999   | 25 ans | Saitama           | Bleu    | 1e         | 21 avril 2019   |                    |
| Karin Ogino (荻野可鈴)        | 12 octobre 1995   | 29 ans | Yamanashi         | Rouge   | 1e         | 21 déc. 2019    | Leader (2012-2019) |
| Yūmi Shida (志田友美)         | 11 février 1997   | 28 ans | Iwate             | Jaune   | 1e         | 21 déc. 2019    |                    |
| Rei Kobayashi (小林れい)      | 29 novembre 1997  | 27 ans | Saitama           | Orange  | 1e         | 21 déc. 2019    |                    |
| Yuki Minase (水無瀬ゆき)      | 12 février 1995   | 30 ans | Chiba             | Blanc   | 2e         | 21 déc. 2019    |                    |
| Akino Ishimori (石森晶乃)     | 16 septembre 1999 | 25 ans | Miyagi            | Vert    | 4e         | 5 déc. 2021     |                    |
| Karen Marikawa (万里川かれん) | 7 février 2002    | 23 ans | Tōkyō             | Jaune   | 4e         | 27 déc. 2021    |                    |
| Hanon Yamaguchi (山口はのん)  | 15 juillet 1999   | 25 ans | Hyōgo             | Violet  | 2e         | 27 déc. 2021    |                    |
| Saya Yamashita (山下彩耶)     | 7 décembre 2001   | 23 ans | Hokkaidō          | Rose    | 2e         | 27 déc. 2021    | Leader (2019-2021) |
| Ranju Shirakawa (白川蘭珠)    | 28 mai 2002       | 22 ans | Tōkyō             | Blanc   | 3e         | 27 déc. 2021    |                    |
| Nanaha Sekine (関根奈々葉)    | 20 mars 2000      | 25 ans | Saitama           | Violet  | 5e         | 23 janvier 2023 |                    |
| Mana Mogami (最上真凪)        | 16 septembre 2003 | 21 ans | Aomori            | Rouge   | 5e         | 17 mai 2023     |                    |
| Seira Hibiya (日比谷聖來)     | 27 juillet 1997   | 27 ans | Hiroshima         | Jaune   | 4e         | 17 mai 2023     |                    |
| Reina Adachi (安達玲奈)       | 7 août 2002       | 22 ans | Aichi             | Violet  | 5e         | 28 déc. 2023    |                    |
| Chihiro Sakurano (櫻野ちひろ) | 29 octobre 1998   | 26 ans | Chiba             | Rose    | 5e         | 31 déc 2023     |                    |
| Remon Fujishiro (藤白れもん)  | 13 février 1999   | 26 ans | Tōkyō             | Blanc   | 5e         | 4 février 2024  |                    |
| Saki Kudo (工藤咲姫)          | 10 juillet 2007   | 17 ans | Kanagawa          | Jaune   | 6e         | 12 février 2024 |                    |
| Yukino Funato (船戸ゆきの)    | 8 février 1998    | 27 ans | Kanagawa          | Bleu    | 6e         | 17 février 2024 |                    |

2e génération. : 18 déc. 2017 / 3e génération : 21 déc. 2019 / 4e génération : 26 déc. 2020 / 5e génération : 21 mars 2022 / 6e génération : mai à août 2023

## Discographie

### Singles
| #                             | Titre                                                                                        | Date de sortie   | Oricon | Nombre de membres |
| ----------------------------- | -------------------------------------------------------------------------------------------- | ---------------- | ------ | ----------------- |
| 1                             | Hajimete no Kagayaki (はじめての輝き)                                                        | 27 août 2012     | -      | 6                 |
| 2                             | Yumemiru Taiyō / Adolescence (夢みる太陽/アドレセンス)                                       | 20 janvier 2013  | -      | 6                 |
| 3                             | Mawaru Sekai (マワルセカイ)                                                                  | 22 avril 2014    | 10     | 5                 |
| 4                             | Shōmei Teenager (証明ティンエイジャー)                                                       | 9 septembre 2014 | 5      | 5                 |
| Sony Music Associated Records |                                                                                              |                  |        |                   |
| 1                             | Bye Bye My Days                                                                              | 18 mars 2015     | 7      | 5                 |
| 2                             | Summer Nude Adolescence (サマーヌード・アドレセンス)                                         | 15 juillet 2015  | 7      | 5                 |
| 3                             | Mai Gene! (舞いジェネ!)                                                                      | 20 janvier 2016  | 4      | 5                 |
| 4                             | Oshiete Schrödinger / Fantastic Parade (おしえてシュレディンガー/ファンタスティックパレード) | 27 avril 2016    | 8      | 5                 |
| 5                             | Love for You                                                                                 | 27 juillet 2016  | 10     | 5                 |
| 6                             | Otona Yarasete yo (大人やらせてよ)                                                           | 23 novembre 2016 | 13     | 4                 |
| 7                             | Koi no Effect Magic (恋のエフェクトMAGIC)                                                    | 18 janvier 2017  | 12     | 4                 |
| 8                             | Idol Race (アイドルレース)                                                                   | 18 janvier 2017  | 11     | 4                 |
| 9                             | Lalalala Life (ララララ・ライフ)                                                             | 19 juillet 2017  | 12     | 4                 |
| 10                            | 20xx/Exceeeed!!                                                                              | 15 novembre 2017 | 8      | 4                 |
| 11                            | Sakura (桜)                                                                                  | 14 mars 2018     | 14     | 7                 |
| 12                            | Melon Soda (メロンソーダ)                                                                    | 25 juillet 2018  | 12     | 7                 |
| Rockfield                     |                                                                                              |                  |        |                   |
| 1                             | START DAY                                                                                    | 19 mai 2021      | 22     | 7                 |
| 2                             | Accelerator / Natsu ga Kitaze!! (アクセラレーター/夏が来たぜ!!)                              | 22 novembre 2022 | -      | 8                 |

### Mini-albums
| Titre                               | Date de sortie    | Oricon | Nombre de membres |
| ----------------------------------- | ----------------- | ------ | ----------------- |
| Nakimushi Sniper→ (泣き虫スナイパ→) | 28 mai 2013       | 30     | 6                 |
| Junjō Marionette (純情マリオネット) | 26 novembre 2013  | 26     | 5                 |
| Super Jet Super                     | 30 septembre 2020 | 48     | 4                 |

### Albums
| Titre                             | Date de sortie   | Oricon | Nombre de membres |
| --------------------------------- | ---------------- | ------ | ----------------- |
| Daiichi Shishunki. (第一思春期。) | 26 novembre 2014 | 196    | 5                 |
| 5 (FIVE)                          | 22 mars 2017     | 17     | 5                 |
| Seven Star                        | 13 mars 2019     | 16     | 7                 |

### Vidéo
| Titre                                                    | Date de sortie | Oricon                                                    |
| -------------------------------------------------------- | -------------- | --------------------------------------------------------- |
| Yumemiru Adolescence kagayake! Yume Ado Award 2014 (ja)  | 25 mars 2015   | - (DVD + CD) / - (Blu-ray + CD) / - (DVD) / 157 (Blu-ray) |
| ＃Yumetomo no wa Tour 2015 haru at Nakano Sun Plaza (ja) | 12 août 2015   | 287 (DVD + CD) / 85 (Blu-ray + CD)                        |
| ＃Yumetomo no wa Tour 2015 Aki (ja)                      | 23 mars 2016   | 243 (DVD) / 133 (Blu-ray)                                 |

## Filmographie

### Films
| Année | Titre                    | Rôle                         | Réseau               | Remarques                                    |
| ----- | ------------------------ | ---------------------------- | -------------------- | -------------------------------------------- |
| 2016  | Kin Medal Otoko          | Lycéennes                    | Drama / Comedy Movie |                                              |
| 2017  | SUPER Horrifying Story 2 | Miwa, Kasumi, Natsume, Arisa | Omnibus Horror Movie | Karin Ogino, Yûmi Shida, Kyôka, Akari Yamada |

### Télévision
| Année     | Titre                                        | Rôle  | Réseau      | Remarques                                            |
| --------- | -------------------------------------------- | ----- | ----------- | ---------------------------------------------------- |
| 2014-2016 | YUMELIVE!                                    | Hôte  | Pigoo Live  | Représentations régulières au théâtre AKIBA Cultures |
| 2015-2016 | Yumemiru Adolescence Good Variety! "YUMETV!" | Hôte  | Kawaiian TV | Émission de variétés japonaise, 20 épisodes          |
| 2015      | Doki Doki Japon! !                           | Hôte  | MCOT        | Émission de variétés thaïlandaise, 23 épisodes       |
| 2015      | Minami-kun no Koibito ～ my little lover     | Caméo | Fuji TV     | Cameo sur le 1er et le dernier épisode               |

### Site Internet
| Année     | Titre                          | Rôle | Réseau        | Remarques                                           |
| --------- | ------------------------------ | ---- | ------------- | --------------------------------------------------- |
| 2014-2016 | Yume ado to Yumemi ma Showroom | MC   | Showroom Live | Représentations régulières tous les lundis à 19h00. |

### Radio
| Année | Titre                                           | Rôle             | Réseau       | Remarques                                                                     |
| ----- | ----------------------------------------------- | ---------------- | ------------ | ----------------------------------------------------------------------------- |
| 2012  | Itsu Yaru non? Ima Desho!                       | Présentatrice    | Shimokita FM | 3 participants par épisode                                                    |
| 2015  | Itano Tomano no Uta Onna «Girl's Music Channel» | Co-présentatrice | TFM          | Yamada Akari (tous les temps), Ogino Karin et Shida Yûmi, 2 épisodes chacune. |

### Annotations
1. ↑  Bleu jusqu'à juin 2023
2. ↑  Vert jusqu'à décembre 2019
3. ↑  Orange jusqu'à mars 2022
4. ↑  Orange jusqu'à juin 2023

### Sources
1. ↑  (ja) « 夢みるアドレセンスのプロフィール », Oricon Style, Oricon (consulté le 15 mars 2016)
2. ↑  (ja) « 夢みるアドレセンスからのお知らせ », sur 夢みるアドレセンス公式サイト (consulté le 5 juin 2020).
3. ↑  (ja) « 新メンバー４名が加入決定！ », sur 夢みるアドレセンス公式サイト.
4. ↑  (ja) « マワルセカイ(Type-A メンバー全員ジャケット) », Oricon Style, Oricon (consulté le 15 mars 2016)
5. ↑  (ja) « 証明ティンエイジャー(Type-A) », Oricon Style, Oricon (consulté le 15 mars 2016)
6. ↑  (ja) « Bye Bye My Days », Oricon Style, Oricon (consulté le 15 mars 2016)
7. ↑  (ja) « サマーヌード・アドレセンス », Oricon Style, Oricon (consulté le 15 mars 2016)
8. ↑  (ja) « 舞いジェネ! », Oricon Style, Oricon (consulté le 15 mars 2016)
9. ↑  (ja) « 未定 », Oricon Style, Oricon (consulté le 15 mars 2016)
10. ↑  (ja) « Love for You(初回生産限定盤A) / 夢みるアドレセンス », sur ORICON NEWS (consulté le 10 octobre 2020).
11. ↑  (ja) « 大人やらせてよ(初回生産限定盤) / 夢みるアドレセンス », sur ORICON NEWS (consulté le 10 octobre 2020).
12. ↑  (ja) « 恋のエフェクト MAGIC / 夢みるアドレセンス », sur ORICON NEWS (consulté le 10 octobre 2020).
13. ↑  (ja) « アイドルレース / 夢みるアドレセンス », sur ORICON NEWS (consulté le 10 octobre 2020).
14. ↑  (ja) « ララララ・ライフ(初回生産限定盤A) / 夢みるアドレセンス », sur ORICON NEWS (consulté le 10 octobre 2020).
15. ↑  (ja) « 20xx/Exceeeed!!(初回生産限定盤) / 夢みるアドレセンス », sur ORICON NEWS (consulté le 10 octobre 2020).
16. ↑  (ja) « 桜 / 夢みるアドレセンス », sur ORICON NEWS (consulté le 10 octobre 2020).
17. ↑  (ja) « メロンソーダ / 夢みるアドレセンス », sur ORICON NEWS (consulté le 10 octobre 2020).
18. ↑  (ja) « 泣き虫スナイパ→(Type-A) », Oricon Style, Oricon (consulté le 15 mars 2016)
19. ↑  (ja) « 純情マリオネット », Oricon Style, Oricon (consulté le 15 mars 2016)
20. ↑  (ja) « Super Jet Super », Oricon Style, Oricon
21. ↑  (ja) « 第一思春期。 », Oricon Style, Oricon (consulté le 15 mars 2016)
22. ↑  (ja) « 5(初回生産限定盤A) / 夢みるアドレセンス », sur ORICON NEWS (consulté le 10 octobre 2020).
23. ↑  (ja) « SEVEN STAR », Oricon Style, Oricon (consulté le 9 février 2019)
24. ↑  (ja) « 輝け!夢アドアワード2014(初回生産限定盤) », Oricon Style, Oricon (consulté le 9 février 2019)
25. ↑  (ja) « #ユメトモの輪ツアー2015春 at 中野サンプラザ », Oricon Style, Oricon (consulté le 15 mars 2016)
26. ↑  (ja) « #ユメトモの舞ツアー2015 秋 », Oricon Style, Oricon (consulté le 15 mars 2016)
27. ↑  « Kin Medal Otoko »
28. ↑  « 「夢アド」荻野可鈴、志田友美の“変顔”をいじり倒す「これアイドルかよ？」 »
29. ↑  Pigoo LIVE
30. ↑  « 「YUMETV！」 », Kawaiian.Tv
31. ↑  « Yumemiru Adolescence’s Regular Program “Doki Doki JAPAN” to be aired in Thailand! », TokyoGirlsUpdate
32. ↑  « Minami-kun no Koibito ～my little lover »
33. ↑  « DAMCHANNEL »
34. ↑  « ShimokitaFm »
35. ↑  « Kyary LOCKS!│きゃりーLOCKS! »